# Alinéa
Pour les articles homonymes, voir Alinéa (homonymie).
 (signalé en juillet 2025).
Si vous disposez d'ouvrages ou d'articles de référence ou si vous connaissez des sites web de qualité traitant du thème abordé ici, merci de compléter l'article en donnant les références utiles à sa vérifiabilité et en les liant à la section « Notes et références ».
- Archive Wikiwix
- Bing
- Cairn
- DuckDuckGo
- E. Universalis
- Gallica
- Google
- G. Books
- G. News
- G. Scholar
- Persée
- Qwant
- (zh) Baidu
- (ru) Yandex
- (wd) trouver des œuvres sur Wikidata

L’alinéa est la marque d'un retour à la ligne. C'est en ce sens une ponctuation de texte. Par extension, il prend un deuxième sens en désignant la portion de texte comprise entre deux retours à la ligne. Si le paragraphe est en principe une subdivision plus grande — un paragraphe pouvant contenir plusieurs alinéas — l'usage commun du traitement de texte tend à confondre les deux termes. 

## Étymologie
Selon les sources, on donne du mot alinéa deux étymologies différentes, en un sens opposées, mais somme toute compatibles, la première visant le retour à la ligne et la deuxième le retrait qui peut marquer ce retour : 
- le latin ad lineam, à l’accusatif, c’est-à-dire « en allant vers la ligne, à la ligne » ;
- le latin a linea (avec des a longs, c’est-à-dire à l’ablatif), ce qui signifie « en s’éloignant, en s’écartant de la ligne ».

La première explication rappelle l’instruction donnée en dictée à la personne qui écrit par la personne qui dicte : « à la ligne ».
L'usage d'alinéa comme portion structurelle de texte plutôt que comme marque de cette structuration correspond à ce que l’on sait du premier emploi du mot en français, qui se trouve dans la Correspondance de Jean-Louis Guez de Balzac, publiée en 1654 :
« À votre loisir, écrit-il à son correspondant, vous me ferez copier […] la Harangue de La Casa parce que je désire la mettre dans une préface à la fin des Lettres choisies. Mais je voudrais que la copie fust [divisée] en plusieurs sections, ou (pour parler comme Rocollet) en des a linea, comme sont tous mes discours, qui est une chose qui aide extrêmement celui qui lit et démesle bien la confusion des espèces. » (cité dans Littré, s.v. alinéa).
Pierre Rocolet est, à l'époque, imprimeur du roi Louis XIV ; « parler comme Rocolet », c’est préciser qu’« a linea » doit être pris au sens technique, typographique, c’est-à-dire « en commençant une nouvelle ligne », et, pour ce faire, en quittant la ligne en cours de composition sans la finir pour en commencer une nouvelle à distance de la marge gauche.

## Séparation des alinéas
Il existe quatre façons de marquer les alinéas d'un texte :
- l’alinéa rentrant, qui est le plus habituel : c’est un retrait de deux carreaux sur les cahiers d’écolier, ou d’un cadratin en typographie standard ; on parle aussi à son sujet d’indentation, de rentré ou de blanc. L'alinéa rentrant peut être inférieur au cadratin (notamment dans les quotidiens qui cherchent à gagner de la place, à ne pas raccourcir les lignes), mais aussi supérieur, voire très supérieur : dans les publications de luxe, il peut être du quart, du tiers, de la moitié, voire des deux tiers de la longueur de ligne (dite justification) ;
  - Exemple d’alinéas rentrants de 2 em :

Lorem ipsum dolor sit amet, consectetuer adipiscing elit. Sed non risus. Suspendisse lectus tortor, dignissim sit amet, adipiscing nec, ultricies sed, dolor. Cras elementum ultrices diam. Maecenas ligula massa, varius a, semper congue, euismod non, mi.Proin porttitor, orci nec nonummy molestie, enim est eleifend mi, non fermentum diam nisl sit amet erat. Duis semper. Duis arcu massa, scelerisque vitae, consequat in, pretium a, enim. Pellentesque congue.
- l’alinéa saillant, dit aussi en sommaire, parce qu’il sert à composer les tables des matières et les listes à longs items ; on parle aussi à son sujet d’alinéa sortant ;
  - Exemple d’alinéas saillants de 2 em :

Lorem ipsum dolor sit amet, consectetuer adipiscing elit. Sed non risus. Suspendisse lectus tortor, dignissim sit amet, adipiscing nec, ultricies sed, dolor. Cras elementum ultrices diam. Maecenas ligula massa, varius a, semper congue, euismod non, mi.Proin porttitor, orci nec nonummy molestie, enim est eleifend mi, non fermentum diam nisl sit amet erat. Duis semper. Duis arcu massa, scelerisque vitae, consequat in, pretium a, enim. Pellentesque congue.
- l’alinéa aligné, qui se marque par un simple retour à la ligne et à la marge gauche, sans retrait ni saillant ; si la ligne qui précède n’est pas pleine jusqu’à la marge droite de justification, elle reste creuse, et c’est uniquement le creux de la ligne, quand il y en a un, ce qui est le cas le plus fréquent, qui signale le retour à la ligne. Maurice Grevisse écrit dans Le Bon Usage : « Selon une mode typographique moderne, les imprimeurs ne mettent plus en retrait le début du texte en alinéa. La clarté n’a rien à gagner à cet usage nouveau. » ;
  - Exemple d’alinéas alignés :

Lorem ipsum dolor sit amet, consectetuer adipiscing elit. Sed non risus. Suspendisse lectus tortor, dignissim sit amet, adipiscing nec, ultricies sed, dolor. Cras elementum ultrices diam. Maecenas ligula massa, varius a, semper congue, euismod non, mi. 
Proin porttitor, orci nec nonummy molestie, enim est eleifend mi, non fermentum diam nisl sit amet erat. Duis semper. Duis arcu massa, scelerisque vitae, consequat in, pretium a, enim. Pellentesque congue. 
- le pavé, variante du précédent, où le passage d'un alinéa à l’autre n’est pas marqué par un retrait ni une ligne creuse, mais par un espacement vertical souvent nommé interligne ; c'est cet alinéa qui est le plus répandu pour le rendu des pages Web.
  - Exemple de pavés :

Lorem ipsum dolor sit amet, consectetuer adipiscing elit. Sed non risus. Suspendisse lectus tortor, dignissim sit amet, adipiscing nec, ultricies sed, dolor. Cras elementum ultrices diam.Maecenas ligula massa, varius a, semper congue, euismod non, mi. 

Proin porttitor, orci nec nonummy molestie, enim est eleifend mi, non fermentum diam nisl sit amet erat. Duis semper. Duis arcu massa, scelerisque vitae, consequat in, pretium a, enim. Pellentesque congue.

## Alinéa ouvrant, alinéa fermant
L’alinéa ouvrant est le retrait d'un cadratin qui en bonne typographie standard vient en tête de l'alinéa.
L'alinéa fermant est la ligne creuse qui marque généralement la fin de l'alinéa.
Selon cette conception, chaque alinéa d’un texte suivi est compris entre un alinéa ouvrant et un alinéa fermant.
Jan Tschichold, typographe allemand, fait justement remarquer dans Livre  et typographie (trad. fr. Paris, éd. Allia, 1994) que le premier alinéa qui suit un titre ou un intertitre n’a pas besoin d'alinéa ouvrant. À quoi on peut ajouter qu’en tout début de texte ou de section, l’alinéa ouvrant peut être remplacé par une lettrine. C'est de pratique courante en typographie anglaise.

### Variantes de l’alinéa ouvrant
L’alinéa ouvrant possède un certain nombre de variantes où le signe blanc s’accompagne d’un signe noir :
- l’alinéa guillemeté marque le début d'un alinéa de citation ou de discours rapporté direct, voire d'un dialogue avec la prise de parole d'un premier locuteur ;
- l’alinéa tireté de dialogue, qui marque la prise de parole d’un nouveau locuteur, et parfois le début de dialogue lui-même, le tiret employé est généralement dans ce cas un tiret cadratin ;
- l’alinéa suspendu, qui fait commencer l'alinéa par des points de suspension (qui peuvent eux-mêmes être suivis d’une minuscule) pour marquer la reprise du fil du texte après une coupure ou une interruption ;
- l’alinéa tireté de liste, souvent en sommaire, qui sert à composer des listes : le tiret employé dans ce cas est généralement un demi-cadratin ;
- l’alinéa listé, qui lui aussi sert à composer des listes ;
- l’alinéa indexé, très voisin fonctionnellement des deux précédents, qui sert à créer des listes mais peut aussi alerter sur une note ou une clause : dans ce cas, le texte est précédé d'une manicule (petite main à l'index tendu).

## Langage juridique
Dans le langage juridique et la description des textes législatifs ou réglementaires, un alinéa (parfois désigné d'un pied-de-mouche ¶) peut être soit l'équivalent soit une subdivision d'un paragraphe (§) (en droit fédéral suisse, d'un article).
En France, deux règles ont pleinement coexisté avant la circulaire du 20 octobre 2000 :
- l’une, spécifique au Parlement, sépare les alinéas par un retour à la ligne ;
- l’autre, spécifique au Conseil d’État et au Gouvernement, sépare les alinéas par un point et un retour à la ligne.

Entre autres, des différences apparaissent dans les énumérations. La circulaire du 20 octobre 2000 fixe comme règle unique, pour les nouveaux textes, la règle du Parlement. Toutefois, les textes écrits avant cette date peuvent continuer à utiliser la règle d’origine du texte.